# Émile Auguste François Zurlinden
Émile Auguste François Thomas Zurlinden (Colmar, Haut-Rhin, 3 de novembre de 1837 - 9 de març de 1929) va ser ministre de la Guerra de França entre el 28 de gener de 1895 i l'1 de novembre de 1895 i de nou entre el 5 de setembre de 1898 i el 17 de setembre de 1898 quan va succeir a Godefroy Cavaignac. Fou nomenat capità el 1866, i fou ascendit a coronel l'any 1880. Abans d'esdevenir ministre fou governador de París, i acceptava el càrrec vacant de ministre de la guerra a petició personal del president de la República. Segons Joseph Jacobs, "era un soldat honest, però de ment estreta"; els insults a la premsa "no van deixar d'afectar-lo".
Va estar molt implicat en la Resolució de l'afer Dreyfus. El seu successor va ser Charles Chanoine. Tenia els ulls creuats .

## Obres
- Zurlinden, Émile Auguste François Thomas. Napoléon et ses maréchaux (en francès). Deuxième édition.  París: Librairie Hachette, 1911.